# Fotbalový zápas Československa proti výběru Evropy
Československo – výběr Evropy byl exhibiční fotbalový zápas mezi reprezentací Československa a mužstvem vybraných evropských fotbalistů hrajících pod hlavičkou organizace UEFA. Zápas se konal na Stadionu Evžena Rošického na pražském Strahově v úterý 18. srpna 1981. Byl součástí oslav osmdesátého výročí založení Českého svazu footballového. Domácí nastoupili v červených dresech a hosté ve žlutých. Trenérem československého týmu byl Jozef Vengloš a trenérem Evropy Jupp Derwall. 
Utkání skončilo vítězstvím domácího týmu v poměru 4:0 (v poločase 1:0). Po dvou brankách vstřelili Ján Kozák a Zdeněk Nehoda, oba byli v té době hráči Dukly Praha.
Zápas navštívili předseda FIFA João Havelange, předseda UEFA Artemio Franchi a předseda československé vlády Lubomír Štrougal.

## Zápas
| 18. srpna 1981 20.00 (SELČ)                       |     |        |                                                                 |
| Československo                                    | 4:0 | Evropa | Stadion Evžena Rošického diváci: 35 000 rozhodčí: Gerard Geurds |
| Ján Kozák 34' Zdeněk Nehoda 69' 73' Ján Kozák 80' |     |        | Stadion Evžena Rošického diváci: 35 000 rozhodčí: Gerard Geurds |

### Sestavy
| ČSSR              |                    |
| GK                | Stanislav Seman    |
| DF                | Luděk Macela       |
| DF                | Ladislav Jurkemik  |
| DF                | Rostislav Vojáček  |
| DF                | Jozef Barmoš       |
| MF                | Ján Kozák          |
| MF                | Přemysl Bičovský   |
| MF                | Antonín Panenka    |
| FW                | Ladislav Vízek     |
| FW                | Zdeněk Nehoda (C)  |
| FW                | Marián Masný       |
| Střídající hráči: |                    |
| GK                | Jaroslav Netolička |
| MF                | Jan Berger         |
| DF                | Libor Radimec      |
| FW                | Petr Němec         |
| MF                | Josef Mazura       |

| UEFA              |                     |
| GK                | Friedrich Koncilia  |
| DF                | Manfred Kaltz       |
| DF                | Velimir Zajec       |
| DF                | Bruno Pezzey (C)    |
| DF                | Nenad Stojković     |
| MF                | David Kipiani       |
| MF                | Humberto Coelho     |
| MF                | Giancarlo Antognoni |
| MF                | Ivica Šurjak        |
| FW                | Oleg Blochin        |
| FW                | Hans Krankl         |
| Střídající hráči: |                     |
| GK                | Dragan Pantelić     |
| FW                | Tibor Nyilasi       |
| MF                | Herbert Prohaska    |
| MF                | Henri Michel        |
| FW                | Thomas Mavros       |